# 蓬巴尔 (帕拉伊巴州)
蓬巴尔是巴西帕拉伊巴州的一个市镇。总面积888.811平方公里，总人口33212人，人口密度37.4人/平方公里。